# Чувашия в филателии
Чува́шия в филатели́и — совокупность филателистических материалов (знаков почтовой оплаты, штемпелей и т. д.), посвящённых Чувашии или тематически связанных с ней.

## Краткое описание
Чувашия, её история, быт и знаменитые люди нашли отражение на некоторых почтовых марках и других филателистических материалах дореволюционной эпохи, Советского Союза и Российской Федерации, а также ряда иных государств.
Министерством связи СССР и Почтой России издавались почтовые марки, художественные маркированные и немаркированные почтовые конверты, сюжеты которых имели отношение к Чувашии.
Коллекционный интерес при разработке чувашской темы могут также представлять соответствующие календарные, франкировальные, льготные и специальные почтовые штемпели.

## Почтовые марки

### Российская империя

#### Домарочный период
Имеются некоторые сведения о раннем развитии почтовой службы на территории Чувашии. Так, в 1820 году в Цивильске, на тракте Москва—Казань была открыта первая почтовая станция.

#### Земская почта
В 1867 году в Алатырском уезде Симбирской губернии была учреждена земская почта. Для местных почтовых нужд были выпущены земские почтовые марки номиналом в 1 и 2 копейки. Они имели прямоугольную рамку из знаков типографского набора и надпись «Алатырская земская почта». Однокопеечная марка сохранилась лишь в трёх экземплярах и является раритетом. В то же время распространено значительное число фальсификатов обеих марок.
Известно, что при обращении коллекционеров в Алатырскую земскую управу с просьбой снабдить их марками этого уезда чиновники управы отказывали им, ссылаясь на сугубо местное назначение земских знаков почтовой оплаты. Вероятно, это было одной из причин, почему алатырские земские марки являются чрезвычайно редкими.

### Советский период
В советское время выходили три почтовые марки, непосредственно посвящённые Чувашии:
- Марка СССР, 1960 г.1933 — «Чуваши», марка самого высокого номинала в 35 копеек в серии «Народы СССР»[4], тираж 150 тыс., художник С. Новский (ЦФА [АО «Марка»] № 431)[5];
- 1960 — «Чувашская АССР. Чебоксары», из серии «Столицы автономных советских социалистических республик», номинал 40 копеек, тираж 2 млн, художник Н. Круглов, гравюра И. Мокроусова (ЦФА [АО «Марка»] № 2431)[6];
- 1970 — «Чувашская АССР. Дом правительства в Чебоксарах», из серии «50-летие автономных советских социалистических республик», номинал 4 копейки, тираж 5 млн, художник Ю. Косоруков, гравюра И. Мокроусова (ЦФА [АО «Марка»] № 3901)[7].
- 1982 — «Планер Г-11 (Гр-29), 1941 г.», выпускался в г. Шумерля с 11.1941 по 6.1942 г.

- Почта СССР, 1982 г. Планер ГР-29 (Г-11).

Кроме этого, были выпущены почтовые миниатюры, на которых были запечатлены прославленные уроженцы чувашской земли, в том числе легендарный командир Гражданской войны Василий Чапаев (родился в Будайке) и дважды Герой Советского Союза лётчик-космонавт Андриян Николаев (родился в Шоршелах).
- Почтовые марки СССР с изображением Василия Чапаева
- 1938: В. И. Чапаев на тачанке, серия «20-летие Красной Армии и Военно-Морского Флота СССР», художник В. Завьялов (ЦФА [АО «Марка»] № 594)
- 1948: В. И. Чапаев, серия «Герои Гражданской войны», художник В. Климашин (ЦФА [АО «Марка»] № 1237)
- 1964: 30-летие кинофильма «Чапаев» (режиссёры братья Васильевы, 1934). Кадр из фильма: В. И. Чапаев на пулемётной тачанке, художник Е. Бекетов (ЦФА [АО «Марка»] № 3130)
- 1979: «Выставка, посвящённая 60-летию советского кино. Москва (04.07—30.09)», тот же кадр, художник И. Малюков (ЦФА [АО «Марка»] № 4983)
- Почтовая марка СССР, 1987 г. - В. И. Чапаев.

- Почтовые марки СССР, посвящённые полётам Андрияна Николаева в космос
- 1962: Герой Советского Союза лётчик-космонавт СССР А. Г. Николаев,  «Первый в мире групповой полёт А. Г. Николаева и П. Р. Поповича на космических кораблях „Восток-3“ (11—15.08) и „Восток-4“ (12—15.08.1962)», художник И. Левин (ЦФА [АО «Марка»] № 2729)
- Космический корабль в полёте, та же серия (ЦФА [АО «Марка»] № 2731)
- 1962: «Слава покорителям космоса!». Монумент «В космос!» (скульптор Г. Постников), художник Н. Круглов (ЦФА [АО «Марка»] № 2764)
- 1962: «Слава покорителям космоса!». Групповой портрет Героев Советского Союза Ю. А. Гагарина, Г. С. Титова, А. Г. Николаева и П. Р. Поповича, художники Н. Круглов, И. Пчелко (ЦФА [АО «Марка»] № 2781)
- 1970: «Космический полёт на корабле „Союз-9“ (1—9.06)», Герои Советского Союза космонавты А. Г. Николаев и В. И. Севастьянов (ЦФА [АО «Марка»] #3907; Sc #3748)

### Марки иных государств
Космонавт А. Г. Николаев из Чувашии удостаивался чести быть изображённым на нескольких зарубежных марках, отмечавших его полёт на космических кораблях «Восток-3» и «Союз-9».

## Почтовые конверты
В таблице ниже даны основные виды художественных маркированных конвертов на чувашскую тематику, которые были подготовлены Министерством связи СССР и Почтой России в период 1957—2009 годов.
| Хронологический перечень художественных почтовых конвертов СССР и России, посвящённых Чувашии | Хронологический перечень художественных почтовых конвертов СССР и России, посвящённых Чувашии | Хронологический перечень художественных почтовых конвертов СССР и России, посвящённых Чувашии | Хронологический перечень художественных почтовых конвертов СССР и России, посвящённых Чувашии | Хронологический перечень художественных почтовых конвертов СССР и России, посвящённых Чувашии | Хронологический перечень художественных почтовых конвертов СССР и России, посвящённых Чувашии |
| Надпись на конверте (чему посвящён)                                                           | Дата                                                                                          | Художник                                                                                      | Номер в каталоге ЦФА                                                                          | Номинал                                                                                       | Страна                                                                                        |
| --------------------------------------------------------------------------------------------- | --------------------------------------------------------------------------------------------- | --------------------------------------------------------------------------------------------- | --------------------------------------------------------------------------------------------- | --------------------------------------------------------------------------------------------- | --------------------------------------------------------------------------------------------- |
| Чебоксары. Вид на Волгу                                                                       | 3 апреля 1957                                                                                 |                                                                                               | 392                                                                                           | 40 копеек                                                                                     | СССР                                                                                          |
| Чебоксары. Дом Советов                                                                        | 16 мая 1960                                                                                   | А. И. Калашников                                                                              | 1197                                                                                          | 40 копеек                                                                                     | СССР                                                                                          |
| Чебоксары. Памятник Чапаеву                                                                   | 24 декабря 1962                                                                               |                                                                                               | 2318                                                                                          | 4 копейки                                                                                     | СССР                                                                                          |
| Чебоксары. Кинотеатр «Родина»                                                                 | 16 мая 1963                                                                                   |                                                                                               | 2534                                                                                          | 4 копейки                                                                                     | СССР                                                                                          |
| Чебоксары. Филармония                                                                         | 29 мая 1964                                                                                   |                                                                                               | 3193                                                                                          | 4 копейки                                                                                     | СССР                                                                                          |
| Чебоксары. Муздрамтеатр им. Иванова                                                           | 9 марта 1965                                                                                  |                                                                                               | 3641                                                                                          | 4 копейки                                                                                     | СССР                                                                                          |
| Чебоксары. Сельхозинститут                                                                    | 31 мая 1966                                                                                   |                                                                                               | 4268                                                                                          | 4 копейки                                                                                     | СССР                                                                                          |
| Чебоксары. Набережная Волги                                                                   | 27 февраля 1968                                                                               |                                                                                               | 5424                                                                                          | 4 копейки                                                                                     | СССР                                                                                          |
| Чебоксары. Кинотеатр «Мир»                                                                    | 4 марта 1968                                                                                  |                                                                                               | 5436                                                                                          | 4 копейки                                                                                     | СССР                                                                                          |
| Чебоксары. ДК хлопчатобумажного комбината                                                     | 26 сентября 1968                                                                              |                                                                                               | 5870                                                                                          | 4 копейки                                                                                     | СССР                                                                                          |
| Чебоксары. Чувашский сельхозинститут                                                          | 17 февраля 1969                                                                               |                                                                                               | 6142                                                                                          | 5 копеек                                                                                      | СССР                                                                                          |
| 50 лет Чувашской АССР                                                                         | 16 февраля 1970                                                                               |                                                                                               | 6852                                                                                          | 4 копейки                                                                                     | СССР                                                                                          |
| Чебоксары. ДК электроаппаратного завода                                                       | 18 августа 1971                                                                               |                                                                                               | 7775                                                                                          | 4 копейки                                                                                     | СССР                                                                                          |
| Чебоксары. Кинотеатр «Родина»                                                                 | 1 февраля 1972                                                                                |                                                                                               | 8048                                                                                          | 4 копейки                                                                                     | СССР                                                                                          |
| Чебоксары. Филармония                                                                         | 1 июня 1972                                                                                   |                                                                                               | 8270                                                                                          | 4 копейки                                                                                     | СССР                                                                                          |
| Народное искусство. Чувашская АССР                                                            | 5 сентября 1972                                                                               |                                                                                               | 8433                                                                                          | 4 копейки                                                                                     | СССР                                                                                          |
| Чебоксары. Вид на Волгу                                                                       | 6 марта 1974                                                                                  |                                                                                               | 9545                                                                                          | 4 копейки                                                                                     | СССР                                                                                          |
| Чебоксары. Кинотеатр «Родина»                                                                 | 10 ноября 1974                                                                                |                                                                                               | 10113                                                                                         | 4 копейки                                                                                     | СССР                                                                                          |
| Чебоксары. Дом Союзов                                                                         | 28 ноября 1975                                                                                |                                                                                               | 10946                                                                                         | 4 копейки                                                                                     | СССР                                                                                          |
| Чебоксары. Чувашская филармония                                                               | 8 июня 1976                                                                                   |                                                                                               | 11380                                                                                         | 4 копейки                                                                                     | СССР                                                                                          |
| Чебоксары. Дом Советов                                                                        | 24 февраля 1977                                                                               |                                                                                               | 11926                                                                                         | 4 копейки                                                                                     | СССР                                                                                          |
| Чебоксары. Дом Советов                                                                        | 25 августа 1977                                                                               |                                                                                               | 12330                                                                                         | 4 копейки                                                                                     | СССР                                                                                          |
| Чебоксары. Памятник В. И. Чапаеву                                                             | 5 декабря 1978                                                                                |                                                                                               | 13193                                                                                         | 4 копейки                                                                                     | СССР                                                                                          |
| Чебоксары. Филармония                                                                         | 30 июля 1979                                                                                  |                                                                                               | 13667                                                                                         | 4 копейки                                                                                     | СССР                                                                                          |
| Чебоксары. Памятник К. В. Иванову                                                             | 14 сентября 1979                                                                              |                                                                                               | 13792                                                                                         | 4 копейки                                                                                     | СССР                                                                                          |
| 60 лет Чувашской АССР                                                                         | 7 мая 1980                                                                                    |                                                                                               | 14300                                                                                         | 4 копейки                                                                                     | СССР                                                                                          |
| Чебоксары. Филармония                                                                         | 9 июня 1980                                                                                   |                                                                                               | 14378                                                                                         | 4 копейки                                                                                     | СССР                                                                                          |
| Чебоксары. Гостиница «Чувашия»                                                                | 21 июля 1981                                                                                  |                                                                                               | 15046                                                                                         | 4 копейки                                                                                     | СССР                                                                                          |
| Чебоксары. Ниточная фабрика                                                                   | 2 сентября 1981                                                                               |                                                                                               | 15119                                                                                         | 4 копейки                                                                                     | СССР                                                                                          |
| Чебоксары. Чувашская филармония                                                               | 6 апреля 1982                                                                                 |                                                                                               | 15570                                                                                         | 4 копейки                                                                                     | СССР                                                                                          |
| Чебоксары. Гостиница «Чувашия»                                                                | 25 марта 1983                                                                                 |                                                                                               | 16171                                                                                         | 4 копейки                                                                                     | СССР                                                                                          |
| Чебоксары. Памятник К. В. Иванову                                                             | 26 июня 1984                                                                                  |                                                                                               | 279                                                                                           | 4 копейки                                                                                     | СССР                                                                                          |
| Чебоксары. Драмтеатр                                                                          | 20 июля 1984                                                                                  |                                                                                               | 327                                                                                           | 4 копейки                                                                                     | СССР                                                                                          |
| Чебоксары. Кинотеатр «Сеспель»                                                                | 5 мая 1985                                                                                    |                                                                                               | 220                                                                                           | 4 копейки                                                                                     | СССР                                                                                          |
| Чебоксары. Монумент Воинской Славы                                                            | 22 августа 1985                                                                               |                                                                                               | 434                                                                                           | 4 копейки                                                                                     | СССР                                                                                          |
| Чебоксары. Монумент Воинской Славы                                                            | 27 августа 1986                                                                               |                                                                                               | 409                                                                                           | 4 копейки                                                                                     | СССР                                                                                          |
| Чебоксары Памятный знак 25-летия полета А. Г. Николаева                                       | 12 июля 1989                                                                                  |                                                                                               | 304                                                                                           | 4 копейки                                                                                     | СССР                                                                                          |
| 70 лет Чувашской АССР                                                                         | 29 марта 1990                                                                                 |                                                                                               | 138                                                                                           | 4 копейки                                                                                     | СССР                                                                                          |
| Чебоксары. Дворец пионеров                                                                    | 18 сентября 1991                                                                              |                                                                                               | 268                                                                                           | 7 копеек                                                                                      | СССР                                                                                          |
| Чебоксары. Дом связи                                                                          | 26 сентября 2002                                                                              |                                                                                               | 194К-2002                                                                                     | Литера «A»                                                                                    | Россия                                                                                        |
| V кубок Европы по спортивной ходьбе. Чебоксары 2003                                           | 15 апреля 2003                                                                                | Ю. Пичугин                                                                                    | 94К-2003                                                                                      | Литера «A»                                                                                    | Россия                                                                                        |
| Чувашская республика. Чебоксары                                                               | 15 июля 2004                                                                                  |                                                                                               | 177К-2004                                                                                     | Литера «A»                                                                                    | Россия                                                                                        |
| Чебоксары. 23-й Кубок мира по спортивной ходьбе. 10—11 мая 2008                               | 13 марта 2008                                                                                 | Ю. Пичугин                                                                                    | 41К-2008                                                                                      | Литера «A»                                                                                    | Россия                                                                                        |
| Чувашская республика. 540 лет Чебоксарам                                                      | 7 сентября 2009                                                                               | Х. Бетрединова, О. Иванова (фото)                                                             | 121К-2009                                                                                     | Литера «A»                                                                                    | Россия                                                                                        |

## Специальные гашения
Известен ряд специальных гашений, производившихся официально Министерством связи СССР и Почтой России, которые можно отнести к чувашской теме. Кроме того, значительное количество спецгашений, посвящённых космонавту А. Николаеву, было сделано клубами филателистов (на клубных конвертах и картмаксимумах).
| Примеры спецгашений СССР в честь Андрияна Николаева                  | Примеры спецгашений СССР в честь Андрияна Николаева             | Примеры спецгашений СССР в честь Андрияна Николаева         | Примеры спецгашений СССР в честь Андрияна Николаева                       |
| -------------------------------------------------------------------- | --------------------------------------------------------------- | ----------------------------------------------------------- | ------------------------------------------------------------------------- |
|                                                                      |                                                                 |                                                             |                                                                           |
| 1962: конверт Министерства связи СССР, погашенный на почтамте Москвы | 1962: клубный конверт Пермского областного клуба коллекционеров | 1962: картмаксимум, изготовленный тамбовскими филателистами | 1963: спецгашение на Харьковском почтамте, сделанное на почтовой открытке |

## "Фантастические" выпуски
От имени Чувашии в постсоветское время распространялись марки, которые на самом деле не являются почтовыми и имеют спекулятивный характер.